# Saïd Mekbel
Saïd Mekbel, aussi connu sous le pseudonyme Mesmar Dj'ha, né le 25 mars 1940 à Béjaïa (Algérie) et mort assassiné le 3 décembre 1994 à Djasr Kasentina (Alger), est un journaliste et chroniqueur satirique algérien, fondateur et ancien directeur du quotidien francophone Le Matin.

## Biographie
Né à Béjaïa dans une famille modeste, avec un père marin, Saïd Mekbel est l'aîné de quatre enfants. À 10 ans, il entre à l'école militaire de Miliana, puis à l'école des cadets de Koléa. Il poursuit ses études à Aix-en-Provence à l'école militaire, il y passe son bac. Sa réussite au concours d'entrée à Saint-Cyr coïncide avec l'indépendance de l'Algérie mais il rentre définitivement au pays le 26 janvier 1963.
En mai 1963, il occupe le poste d'attaché d'administration à la direction de l'énergie et des carburants, participe, aux côtés de Bélaïd Abdessalam et de Sid Ahmed Ghozali (futurs chefs de gouvernement) aux négociations franco-algériennes sur le pétrole. Mais, attiré par le journalisme, il fait ses premières armes à Alger républicain où il devient critique de cinéma, puis démissionne de son poste de la direction de l'énergie et des carburants pour devenir journaliste à plein temps à partir de mai 1964.
Sur les conseils d’Henri Alleg alors directeur de publication, il participe à la chronique satirique de L’Ogre, ouverte à tous les journalistes du quotidien, qu’il reprendra ensuite sous le nom d’El Ghoul, au même moment il crée sa propre chronique... Mesmar Djeha (signée Saïd Mekbel). Il reste à Alger républicain jusqu’au 19 juin 1965, date de la prise de pouvoir de Houari Boumédiène coïncidant avec l’interdiction de parution du journal.
En octobre 1965, il sera recruté par l'EGA (Sonelgaz). En 1969, il passe le concours d'entrée à l'École nationale des ingénieurs et techniciens d'Algérie, une école militaire. En 1974, il obtient le diplôme d'ingénieur électromécanicien, spécialisé en mécanique des fluides. Entre 1974 et 1975, il est professeur d’écoulement des fluides compressibles au centre de Ben Aknoun et conférencier technique à l’école technique de Blida. Entre 1975 et 1976, il fait une année à l’école des applications du gaz à Paris. Il poursuit ses études à la faculté des sciences d'Alger et obtient son doctorat d'ingénieur en mécanique des fluides qu'il soutient en 1978. Puis il est nommé ingénieur en chef de région.
Dans les années 1980, il est professeur associé à l’école polytechnique d’El Harrach (ENP) et membre du jury d’examen de l’IAP de Boumèrdes, période durant laquelle, en amateur, il s'adonne à la photo et monte son laboratoire chez lui.
En 1989, à l’appel  d’anciens d’Alger républicain, il reprend la plume pour faire renaître la chronique d’El Ghoul, qu'il accompagnera souvent de ses propres caricatures, sans pour autant quitter la Sonelgaz, au sein de laquelle il sera nommé ingénieur assistant à la direction du transport du gaz et sera contacté par Djillali Liabés pour intégrer l'Institut des études de stratégie globale de Aïn Oussara. Il participe au journal satirique El Manchar.
En 1991, il quitte Alger républicain avec une équipe de journalistes qui créent en septembre de la même année Le Matin où il réapparaît avec Mesmar j’ha.
En avril 1992, il crée son propre bimensuel satirique Baroud qu’il arrête après une dizaine de numéros à la suite de problèmes administratifs. En 1993, il collabore à l'hebdomadaire Ruptures. En septembre, il est nommé directeur de la publication du quotidien Le Matin puis, en décembre, à Sonelgaz, il est promu ingénieur expert à la direction du transport gaz.

## Assassinat
En janvier 1994, deux fois menacée, sa femme quitte l'Algérie pour se réfugier en France. Saïd Mekbel échappe à un premier attentat le 8 mars 1994 à la sortie de son domicile. Mais, le 3 décembre 1994, il est de nouveau la cible d'un attentat dans un restaurant proche du journal à Hussein Dey. Touché de deux balles dans la tête, il succombe à ses blessures le lendemain à l'hôpital militaire de Aïn Naâdja à Djasr Kasentina, dans la banlieue d'Alger. Il est enterré, au cimetière Sidi M'Hamed Amokrane à Béjaïa.

### Le dernier billet de Saïd Mekbel
Son dernier billet, « Ce voleur qui », publié le jour de son assassinat, fera le tour de la presse mondiale,.

«  Ce voleur qui, dans la nuit, rase les murs pour rentrer chez lui, c’est lui. Ce père qui recommande à ses enfants de ne pas dire dehors le méchant métier qu’il fait, c’est lui. Ce mauvais citoyen qui traîne au palais de justice, attendant de passer devant les juges, c’est lui. Cet individu, pris dans une rafle de quartier et qu’un coup de crosse propulse au fond du camion, c’est lui. C’est lui qui, le matin, quitte sa maison sans être sûr d’arriver à son travail. Et lui qui quitte, le soir, son travail sans être certain d’arriver à sa maison. Ce vagabond qui ne sait plus chez qui passer la nuit, c’est lui. C’est lui qu’on menace dans les secrets d’un cabinet officiel, le témoin qui doit ravaler ce qu’il sait, ce citoyen nu et désemparé... Cet homme qui fait le vœu de ne pas mourir égorgé, c’est lui. Ce cadavre sur lequel on recoud une tête décapitée, c’est lui. C’est lui qui ne sait rien faire de ses mains, rien d’autre que ses petits écrits, lui qui espère contre tout, parce que, n’est-ce pas, les roses poussent bien sur les tas de fumier. Lui qui est tous ceux-là et qui est seulement, journaliste. »

## Hommages
Une place lui a été dédiée à Béjaïa, près du siège de la wilaya, avec au centre son buste en bronze 

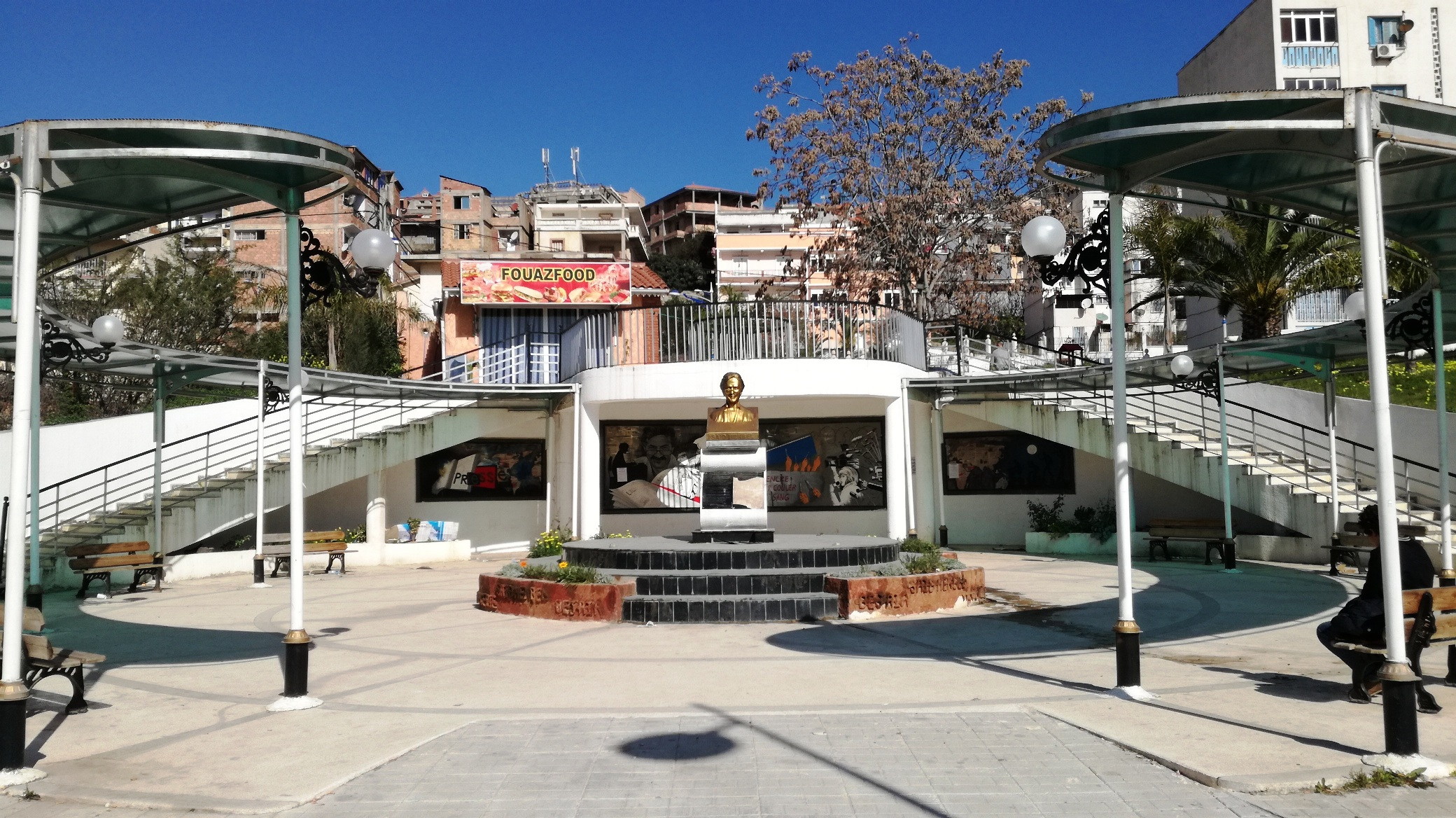
Place Saïd Mekbel à Béjaïa.
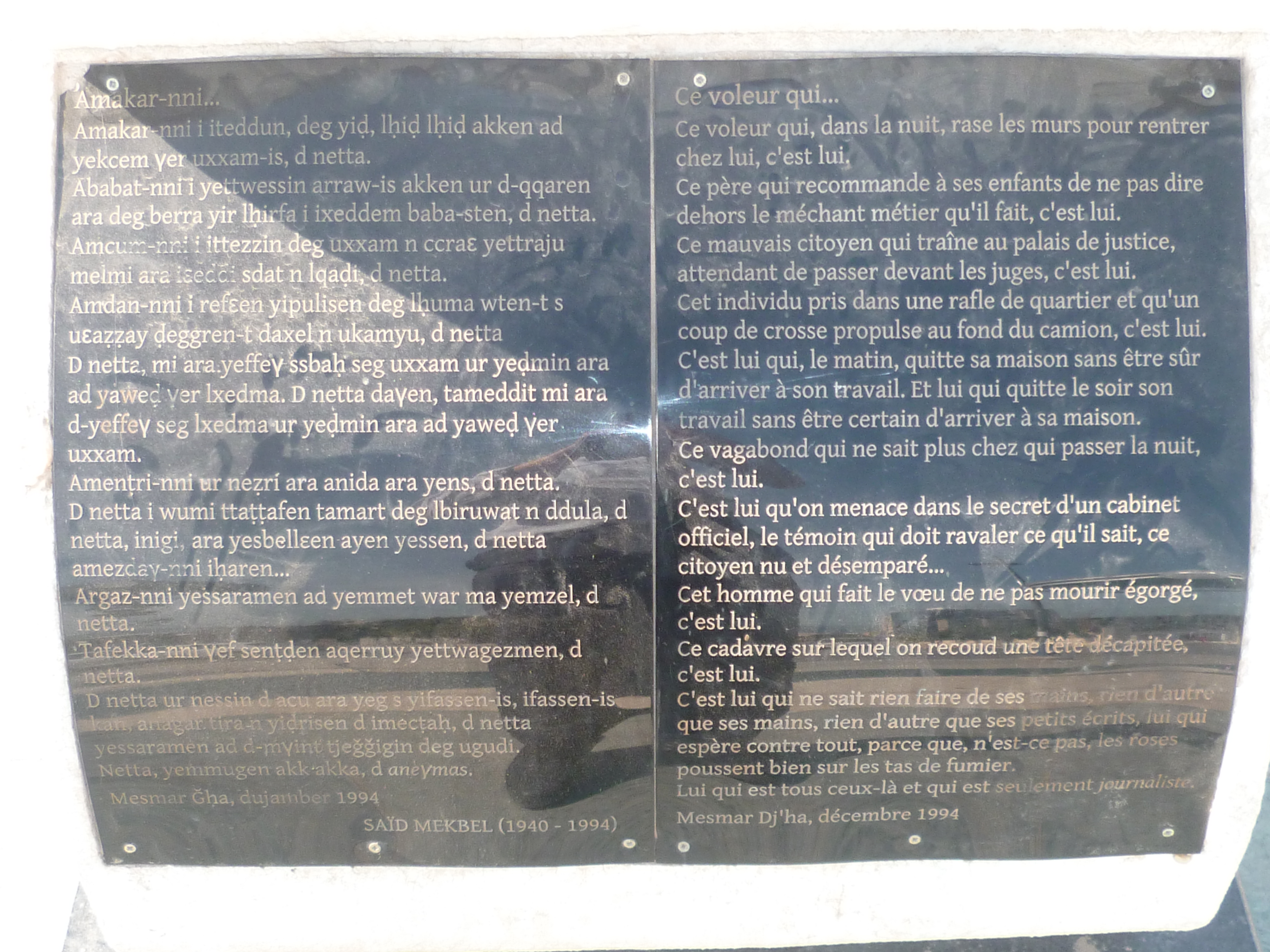
Son dernier billet.
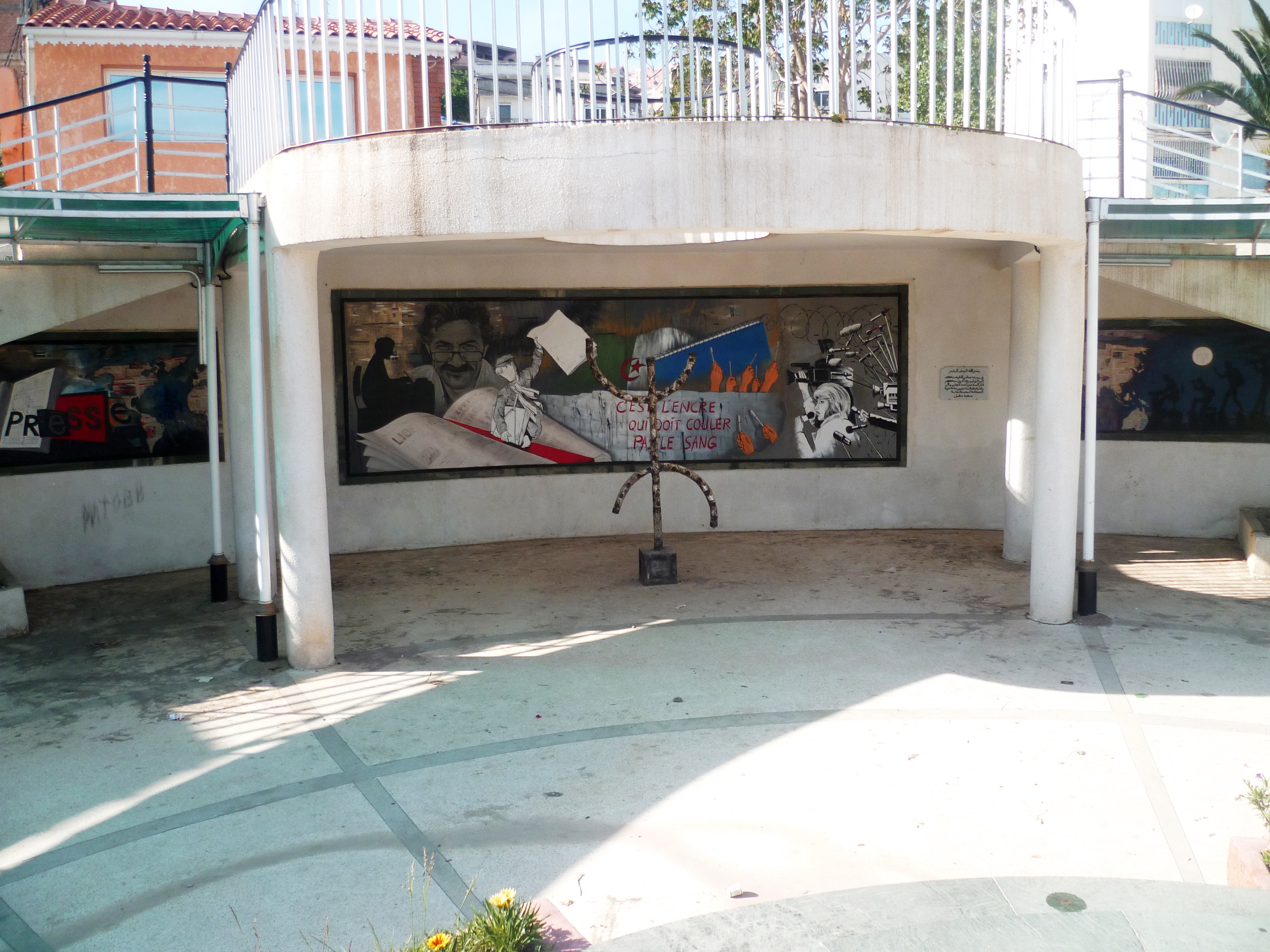
Place Saïd Mekbel à Béjaïa.